# Polyscias subcapitata
Polyscias subcapitata là một loài thực vật có hoa trong Họ Cuồng cuồng. Loài này được Kaneh. miêu tả khoa học đầu tiên năm 1932.